# Euphorbia umbellata
Euphorbia umbellata är en törelväxtart som först beskrevs av Ferdinand Albin Pax, och fick sitt nu gällande namn av Peter Vincent Bruyns. Euphorbia umbellata ingår i släktet törlar, och familjen törelväxter. Inga underarter finns listade i Catalogue of Life.